# Aggstein (Gemeinde Schönbühel-Aggsbach)

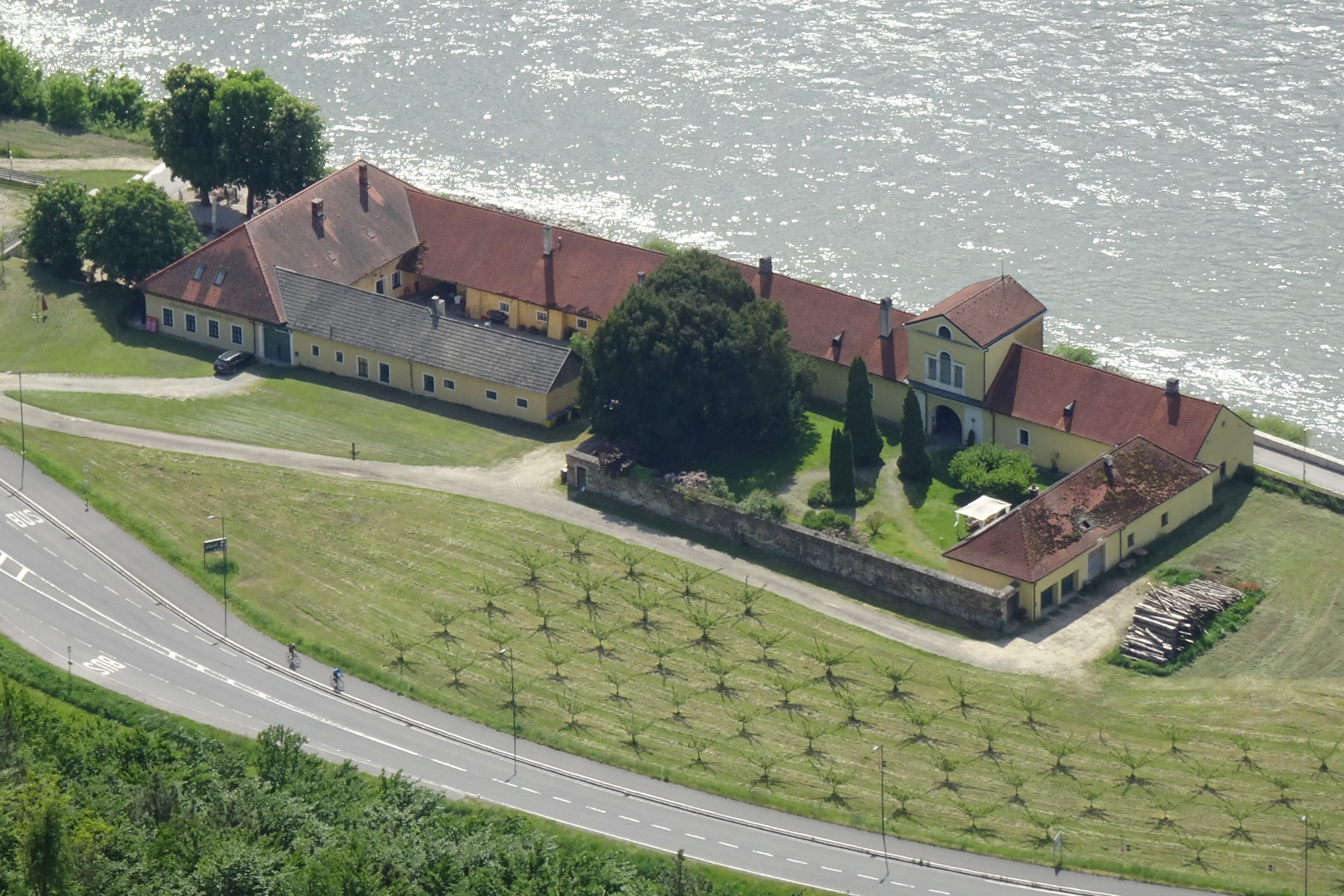
Komplex des Mauthauses mit dem Aggsteiner Hof (linker Flügel), von der Burgruine aus gesehen

Aggstein ist eine Ortschaft und eine Katastralgemeinde der Gemeinde Schönbühel-Aggsbach im Bezirk Melk in Niederösterreich. Die Ortschaft hat 54 Einwohner (Stand 1. Jänner 2024).

## Geografie
Der Ort am rechten Ufer der Donau liegt in einer kleinen Aufweitung südwestlich unter der Burgruine Aggstein. Durch den Ort führt die Aggsteiner Straße.

## Geschichte
Dorf und Burg Aggstein sind historisch eng verbunden, da sich im Ort ein herrschaftlicher Wirtschaftshof befand. Im Jahr 1822 wird der Ort als Dorf mit 16 Häusern beschrieben, das nach Aggsbach-Dorf eingepfarrt war; auch die Kinder wurden in Aggsbach-Dorf eingeschult. Die Ortsobrigkeit besaß die Herrschaft Aggstein zu Schönbüchl. Die Landgerichtsbarkeit übte die Herrschaft Arnsdorf aus und die Konskription oblag der Herrschaft Aggsbach.
Im Jahr 1938 waren laut Adressbuch von Österreich in Aggstein eine Gastwirtin, ein Gemischtwarenhändler und zwei Landwirte ansässig. Weiters gab es eine Überfuhr nach Aggsbach Markt.

## Sehenswürdigkeiten
- Burgruine Aggstein, im 12. Jahrhundert errichtete Burg zur Sicherung der Donauschifffahrt, Denkmalschutz (Listeneintrag)
- Aggsteiner Hof, ehem. Schiffanlegestelle und Poststation, heute Gasthaus, Denkmalschutz (Listeneintrag)
- Maut- und Forsthaus, ehemaliges Mauthaus aus dem frühen 19. Jahrhundert, danach Beroldingisches Jägerhaus, Denkmalschutz (Listeneintrag)